# Роджер-Міллс (округ, Оклахома)
Шаблон:StateAbbr_ 35°41′ пн. ш. 99°42′ зх. д. / 35.69° пн. ш. 99.7° зх. д.
Округ  Роджер-Міллс (англ. Roger Mills County) — округ (графство) у штаті  Оклахома, США. Ідентифікатор округу 40129.

## Історія
Округ утворений 1892 року.

## Демографія
За даними перепису 
2000 року 
загальне населення округу становило 3436 осіб, усе сільське.
Серед мешканців округу чоловіків було 1722, а жінок — 1714. В окрузі було 1428 домогосподарств, 988 родин, які мешкали в 1749 будинках.
Середній розмір родини становив 2,91.
Віковий розподіл населення поданий у таблиці:
| Стать    | До 15 років | 15-21 | 22-29 | 30-39 | 40-49 | 50-65 | 65-85 | Понад 85 |
| -------- | ----------- | ----- | ----- | ----- | ----- | ----- | ----- | -------- |
| Чоловіки | 331         | 186   | 126   | 218   | 279   | 311   | 245   | 26       |
| Жінки    | 289         | 167   | 105   | 190   | 263   | 327   | 302   | 71       |

## Суміжні округи
- Елліс — північ
- Дьюї — північний схід
- Кастер — схід
- Бекгем — південь
- Вілер, Техас — південний захід
- Гемпгілл, Техас — північний захід

## Виноски
1. ↑  U.S. Decennial Census. United States Census Bureau. Процитовано 22 лютого 2015.
2. ↑  Historical Census Browser. University of Virginia Library. Архів оригіналу за 11 серпня 2012. Процитовано 22 лютого 2015.
3. ↑  Forstall, Richard L., ред. (27 березня 1995). Population of Counties by Decennial Census: 1900 to 1990. United States Census Bureau. Процитовано 22 лютого 2015.
4. ↑  Census 2000 PHC-T-4. Ranking Tables for Counties: 1990 and 2000 (PDF). United States Census Bureau. 2 квітня 2001. Процитовано 22 лютого 2015.
5. ↑  State & County QuickFacts. United States Census Bureau. Архів оригіналу за 6 червня 2011. Процитовано 12 листопада 2013.(англ.) Наведено за англійською вікіпедією.
6. ↑  American FactFinder. Бюро перепису населення США. Архів оригіналу за 26 лютого 2012. Процитовано 31 січня 2008.

| США | Це незавершена стаття з географії США. Ви можете допомогти проєкту, виправивши або дописавши її. |